# Tên miền
Mục đích chính của tên miền là để cung cấp một hình thức đại diện, hay nói cách khác, dùng những tên dễ nhận biết, thay cho những tài nguyên Internet mà đa số được đánh địa chỉ bằng số. Cách nhìn trừu tượng này cho phép bất kỳ tài nguyên nào (ở đây là website) đều có thể được di chuyển đến một địa chỉ vật lý khác trong cấu trúc liên kết địa chỉ mạng, có thể là toàn cầu hoặc chỉ cục bộ trong một mạng intranet, mà trên thực tế là đang làm thay đổi địa chỉ IP. Việc dịch từ tên miền sang địa chỉ IP (và ngược lại) do hệ thống DNS trên toàn cầu thực hiện.
Với việc cho phép sử dụng địa chỉ dạng chữ cái không trùng nhau thay cho dãy số, tên miền cho phép người dùng Internet dễ tìm kiếm và liên lạc với các trang web và bất kỳ dịch vụ liên lạc dựa trên IP nào khác. Tính uyển chuyển của hệ thống tên miền cho phép nhiều địa chỉ IP có thể được gán vào một tên miền, hoặc nhiều tên miền đều cùng chỉ đến một địa chỉ IP. Điều này có nghĩa là một máy chủ có thể có nhiều vai trò (như lưu trữ nhiều website độc lập), hoặc cùng một vai trò có thể được trải ra trên nhiều máy chủ. Một địa chỉ IP có thể được gán cho vài máy chủ, như trong mạng anycast.

## Định nghĩa
Theo định nghĩa (RFC 1034, được cập nhật bằng RFC 1123), tên miền được tạo thành từ các nhãn không rỗng phân cách nhau bằng dấu chấm (.); những nhãn này giới hạn ở các chữ cái ASCII từ a đến z (không phân biệt hoa thường), chữ số từ 0 đến 9, và dấu gạch ngang (-), kèm theo những giới hạn về chiều dài tên và vị trí dấu gạch ngang. Đó là dấu gạch ngang không được xuất hiện ở đầu hoặc cuối của nhãn, và chiều dài của nhãn nên trong khoảng từ 1 đến 63 và tổng chiều dài của một tên miền không được vượt quá 255 (đây là hạn chế của DNS, xem RFC 2181, tiết đoạn 11). Vì định nghĩa này không cho phép sử dụng nhiều ký tự thường thấy trong các ngôn ngữ không phải tiếng Anh, và không có các ký tự nhiều byte trong đa số ngôn ngữ châu Á, hệ thống Tên miền quốc tế hóa (IDN) đã được phát triển và hiện đang ở giai đoạn thử nghiệm với một tập tên miền cấp cao nhất được tạo ra vì mục đích này.
Ký tự gạch dưới thường được sử dụng để đảm bảo bằng một tên miền không bị nhận lầm là một hostname, ví dụ như trong cách dùng bản ghi SRV, mặc dù một số hệ thống cũ hơn như NetBIOS cho phép điều này. Để tránh nhầm lẫn và vì các lý do khác, tên miền có ký tự gạch dưới đôi khi được dùng vào những khi bắt buộc phải có hostname.
Người đăng ký tên miền thường được gọi là chủ tên miền, mặc dù việc một người đăng ký một tên miền không phải là người sở hữu hợp pháp cái tên đó, mà chỉ là độc quyền sử dụng nó mà thôi.

## Ví dụ
Ví dụ nhau minh họa cho sư khác nhau giữa một địa chỉ URL (Uniform Resource Locator) và một tên miền:
URL: http://www.vidu.net/index.html
Tên miền: www.vidu.net
Tên miền đã đăng ký: vidu.net
Theo quy tắc chung, địa chỉ IP và tên máy chủ có thể dùng thay thế cho nhau. Đối với đa số dịch vụ Internet, máy chủ không có cách nào để biết dịch vụ này được dùng. Tuy nhiên, sự bùng nổ sử dụng Web dẫn đến có nhiều Web site hơn rất nhiều so với số lượng máy chủ. Để giải quyết việc này, giao thức truyền tải siêu văn bản (HTTP) xác định rằng máy khách sẽ báo với máy chủ tên nào đang được dùng. Theo cách này, một máy chủ với một địa chỉ IP có thể cung cấp nhiều site khác nhau cho nhiều tên miền khác nhau. Tính năng này có tên hosting ảo và thường được các web host sử dụng.
Ví dụ, như trong RFC 2606 (Tên DNS cấp cao nhất đảo ngược) đã ghi, máy chủ tại địa chỉ IP 208.77.188.166 xử lý tất cả các site sau:
example.com
www.example.com
example.net
www.example.net
example.org
www.example.org
Khi có một yêu cầu được gửi tới, dữ liệu tương ứng với hostname sẽ được cung cấp cho người dùng.

## Tên miền cấp cao nhất
Mọi tên miền đều kết thúc bằng một tên miền cấp cao nhất (TLD), luôn là một trong tên có trong danh sách ngắn gồm các tên chung (từ ba ký tự trở lên), hoặc một mã lãnh thổ hai ký tự dựa trên ISO-3166 (có một số ngoại lệ và các mã mới sẽ được dần dần thêm vào). Tên miền cấp cao nhất đôi khi còn được gọi là tên miền cấp 1.
Phần mở rộng của tên miền cấp cao nhất dùng chung (gTLD) là:
Phần mở rộng của tên miền quốc gia cấp cao nhất (ccTLD) là:

## Tên miền cấp hai trở xuống
Trong phân cấp tên miền, phía dưới tên miền cấp cao nhất là tên miền cấp hai (SLD). Đây là những tên đứng ngay bên trái.com,.net, và những tên miền cấp cao nhất khác. Ví dụ, trong tên miền vi.wikipedia.org, wikipedia là tên miền cấp hai.
Tiếp đến là tên miền cấp ba, được viết ngay bên trái tên miền cấp hai. Có thể có tên miền cấp bốn, cấp năm, v.v., không có giới hạn. Ví dụ về một tên miền hiện đang tồn tại với bốn cấp tên miền là www.sos.state.oh.us. Cụm chữ www đừng đầu tên miền là một host name của máy chủ World-Wide Web. Mỗi cấp được phân cách nhau bằng dấu chấm. 'sos' được cho là một tên miền con của 'state.oh.us', và 'state' và tên miền con của 'oh.us', v.v. Nói chung, tên miền con là những tên miền thấp hơn tên miền cha của nó. Một ví dụ về các cấp rất sâu của thứ tự tên miền con là vùng DNS phân giải ngược IPv6, như, 1.0.0.0.0.0.0.0.0.0.0.0.0.0.0.0.0.0.0.0.0.0.0.0.0.0.0.0.0.0.0.0.ip6.arpa, là tên miền phân giải DNS đảo của địa chỉ IP của một giao diện loopback, hoặc tên localhost.
Tên miền cấp hai (hoặc cấp thấp hơn, tùy thuộc vào phân cấp cha con cho trước) thường được tạo ra dựa trên tên của một công ty (ví dụ, microsoft.com), sản phẩm hoặc dịch vụ (như, gmail.com). Dưới các cấp này, thành phần tên miền kế tiếp được dùng để chỉ định một máy chủ lưu trữ cụ thể. Do đó, ftp.wikipedia.org có thể là một máy chủ FTP, www.wikipedia.org có thể là một máy chủ World Wide Web, và mail.wikipedia.org có thể là một máy chủ thư điện tử, mỗi cái sẽ phục vụ cho một chức năng chỉ định. Công nghệ hiện đại cho phép nhiều máy chủ vật lý với địa chỉ khác nhau (xem cân bằng tải) hay thậm chí y hệt nhau (xem anycast) để phục vụ chỉ một hostname hay tên miền, hoặc nhiều tên miền được một máy tính đơn phục vụ. Trường hợp nhau là rất phổ biến trong các trung tâm dịch vụ lưu trữ web, tại đó nhà cung cáp dịch vụ lưu trữ các website của nhiều tổ chức chỉ một vài máy chủ.

## Cấp phát chính thức
Công ty quản lý tên và số hiệu cấp phát Internet (Internet Corporation for Assigned Names and Numbers - ICANN) chịu trách nhiệm chung trong việc quản lý DNS. Nó có nhiệm vụ quản trị tên miền gốc, giao quyền điều hành mỗi tên miền cấp cao nhất cho một cơ quan đăng ký tên miền. Đối với tên miền quốc gia cấp cao nhất, cơ quan đăng ký tên miền thường do chính quyền của quốc gia đó thành lập. ICANN giữ vai trò cố vấn trong các cơ quan đó nhưng không được can thiệp vào các điều khoản và điều kiện về việc ủy quyền tên miền của mỗi cơ quan đăng ký tên miền cấp quốc gia. Tuy nhiên, tên miền cấp cao nhất dùng chung lại do ICANN quản lý trực tiếp, điều đó có nghĩa là tất cả các điều khoản và điều kiện sử dụng sẽ do ICANN quy định cùng với các cơ quan đăng ký tên miền đó.
Tên miền thường được đem so sánh với bất động sản vì (1) tên miền là những "khu vực" để xây dựng website (giống như xây nhà hay cao ốc thương mại) và (2) những tên miền "chất lượng" cao, cũng như những bất động sản nóng, sẽ có giá trị cao, thường do tiềm năng xây dựng thương hiệu trực tuyến, dùng trong quảng cáo, tối ưu hóa bộ máy tìm kiếm, và nhiều tiêu chí khác nữa.
Một số công ty đã đưa ra các tên miền để đăng ký với giá thấp, giá ưu đãi hay thậm chí miễn phí với nhiều hình thức giảm trừ chi phí cho nhà cung cấp. Các công ty này thường đòi hỏi các tên miền lưu trữ trên website của họ phải nằm trong một framework hay cổng vào gồm nhiều mẩu quảng cáo gắn xung quanh nội dung của người giữ tên miền, từ đó giúp nhà cung cấp thu lại lợi nhuận. Việc đăng ký tên miền thường miễn phí nếu DNS đó còn mới. Người nắm giữ tên miền (thường gọi là chủ tên miền) có thể đem cho hoặc bán một số lượng vô hạn các tên miền con nằm dưới tên miền của họ. Ví dụ, chủ của example.edu có thể cung cấp các tên miền con như foo.example.edu và foo.bar.example.edu cho các bên quan tâm.

## Các tên miền không chuẩn mực
Do những tên miền dạng một-từ chấm-com rất hiếm, nhiều dạng tên miền không chuẩn mực, thường gọi là hack tên miền, đã được tạo ra. Chúng tận dụng tên miền cấp cao nhất để làm một phần gắn liền với tiêu đề của Web site. Hai website hack tên miền nổi tiếng nhất là del.icio.us và blo.gs, đánh vần lần lượt thành "delicious" và "blogs". Delicious.com sau đó chuyển sang một tên miền thông thường, vì tên không chuẩn mực rất khó nhớ.
Các tên miền không chuẩn mực còn được dùng để làm địa chỉ thư điện tử. Các ví dụ (hiện không tồn tại) cho một người tên 'James' là j@m.es và j@mes.com, trong đó sử dụng tên miền m.es (.es của Tây Ban Nha) và mes.com.

## Thương hiệu gắn với tên miền
Việc công ty có lấy được một tên miền trùng với nhãn hiệu hàng hóa hay không sẽ ảnh hưởng rất lớn đến thương hiệu của công ty. Nếu công ty xây dựng thương hiệu dựa trên một tên gọi nhưng lại không sở hữu tên miền đó, điều đó có thể dẫn đến việc lượng người dùng sẽ đổ sang một trang của người chủ tên miền khác. Nếu đó là của một đối thủ cạnh tranh, vấn đề sẽ rất nghiêm trọng.
Việc quảng bá để phát triển một thương hiệu lớn hiện nay liên quan chặt chẽ tới khả năng đồng bộ nhãn hàng với một tên miền. Bất kỳ một sự nhầm lẫn nào cũng có thể dẫn đến việc mất đi lượng truy cập và số lượng khách hàng tiềm năng vào tay của đối thủ cạnh tranh.